# Litauer
Die Bezeichnung Litauer wird sowohl für die Staatsbürger der Republik Litauen als auch für die Angehörigen der Ethnie der Litauer verwendet. In Litauen sind dies 83,5 % der Bevölkerung.
Die Litauer sind ein baltisches Volk. Sie sprechen die litauische Sprache, die zur indogermanischen Sprachfamilie gehört. Die meisten Litauer sind Katholiken.

## Geschichte
Die älteste bekannte urkundliche Erwähnung dieses Namens als Litua stammt aus den Quedlinburger Annalen von 1009. Litua war die Bezeichnung für eine Region im heutigen Litauen. Die Nestorchronik von 1116 nennt die beiden Hauptstämme der Litauer: Aukschtaiten (Oberlitauer) und Schemaiten (Niederlitauer). Im 13. Jahrhundert wurden die litauischen Fürstentümer durch den späteren König Mindaugas I. vereinigt, der sich 1253 zum Christentum bekehren ließ. Doch das Christentum konnte sich bis zu seinem Tod 1263 nicht durchsetzen und das Königreich zerfiel. Im frühen 14. Jahrhundert eroberten die Litauer unter einem neuen heidnischen Herrschergeschlecht seit Gediminas das Gebiet zwischen Ostsee und Schwarzem Meer. 1385 trat der litauische Großfürst Jagiello zum Katholizismus über, um als Ehemann der polnischen Thronfolgerin Hedwig von Anjou zum polnischen König gekrönt zu werden. Während im 15. und 16. Jahrhundert das Großfürstentum Moskau begann, das Reich zu bedrängen, wurde der litauische Landesteil immer mehr zur Provinz und Adel und Klerus polonisiert. 1795 kamen die Kerngebiete Litauens zu Russland und Südwestlitauen zu Preußen, das später zum russischen Zarentum Polen kam. Durch die Russifizierungspolitik begannen immer mehr Litauer vor allem in die Vereinigten Staaten von Amerika auszuwandern. So lebte bereits vor dem Ersten Weltkrieg etwa ein Drittel der Litauer in den USA und Kanada. Immerhin konnte sich die litauische katholische Kirche von der polnischen Oberherrschaft befreien und ab ca. 1883 begann die Wiedererweckung des litauischen Nationalbewusstseins. 1918 erklärte Litauen seine Unabhängigkeit. Doch schon 1940 wurde Litauen Opfer des Hitler-Stalin-Paktes. Über 38.000 Litauer wurden allein 1941 durch die Sowjets deportiert, weitere ab 1944, so dass schließlich 300.000 Litauer deportiert wurden. Nach dem Zerfall der Sowjetunion erlangte Litauen 1990 wieder seine Unabhängigkeit, die bis 1991 von den meisten Ländern bestätigt wurde.

## Litauer außerhalb Litauens
Heute leben Litauer und deren Abkömmlinge in der ganzen Welt: Argentinien, Australien (vor allem in Brisbane), Brasilien, Deutschland, Großbritannien, Irland, Kanada, Kasachstan,  Kolumbien, Lettland (1,4 %), Polen, Russland, Skandinavien (vor allem in Norwegen und Schweden), Spanien, Ukraine und USA.
Es gibt über 3,1 Mio. Menschen mit Litauisch als Muttersprache. Über vier Millionen verstehen sich aufgrund ihrer Herkunft als Litauer und haben daher gemäß dem Staatsangehörigkeitsgesetz der Republik Litauen einen Rechtsanspruch auf die litauische Staatsbürgerschaft. Dazu gehören z. B. auch die zahlreichen Litauer bzw. deren Nachkommen, die in verschiedenen Emigrationswellen zu Anfang des 20. Jahrhunderts und später nach Nord- und Südamerika ausgewandert sind bzw. dort geboren wurden, die fremde Staatsangehörigkeit angenommen haben und heute sogar bis zur vierten Generation in ihrem Selbstverständnis hier als Litauer leben.

## Bekannte Litauer

### Kunst & Literatur
- Unė Babickaitė – Filmschauspielerin / Hollywood
- Donatas Banionis – Schauspieler
- Antanas Baranauskas – Dichter, 19. Jh.
- Šarūnas Bartas – Filmregisseur
- Charles Bronson, Karolis Bučinskis – Schauspieler, Sohn litauischer Auswanderer
- Mikalojus Konstantinas Čiurlionis – Maler und Komponist
- Ingeborga Dapkūnaitė – Schauspielerin
- Danutė Dirginčiūtė – Sängerin
- Kristijonas Donelaitis – Dichter, 18. Jh.
- Stasys Eidrigevičius – Künstler
- Daiva Gedvilaite – Opernsängerin (Mezzosopran)
- Laurynas Gucevičius – Architekt des Klassizismus-Zeitalters
- Laurence Harvey – Schauspieler (richtiger Name: Laruschka Mischa Skikne)
- Oskaras Koršunovas – Theaterregisseur
- Jacques Lipchitz – Bildhauer
- George Maciunas, Jurgis Mačiūnas – Initiator der Fluxus-Kunstbewegung
- Sabina Martinaitytė – Opernsängerin
- Jonas Mekas – Regisseur
- Irena Milkevičiūtė – Opernsängerin (Sopran)
- Juozas Miltinis – Theaterregisseur
- Eimuntas Nekrošius – Theaterregisseur
- Virgilijus Noreika – Opernsänger
- Gabrielle Odinis – Schauspielerin
- Kipras Petrauskas – Opernsänger (Tenor)
- Saulius Sondeckis (1928–2016) – Dirigent
- Antanas Škėma – Schriftsteller
- Violeta Urmanavičiūte-Urmana – Opernsängerin
- Lena Valaitis, Anelė Luise Valaitytė – deutsch-litauische Schlagersängerin
- Vydūnas, Vilhelmas Storosta – Schriftsteller und Philosoph, Führer der litauischen Kulturbewegung im Ostpreußen zu Beginn des 20. Jahrhunderts
- Robert Zemeckis – Filmregisseur mit litauischem Vater

### Politik
- Valdas Adamkus – ehemaliger Präsident Litauens
- Algirdas Brazauskas – ehemaliger Generalsekretär des Zentralkomitees der Kommunistischen Partei der Litauischen SSR, ehemaliger Präsident Litauens, Ministerpräsident Litauens
- Kazys Grinius – Politiker
- Vytautas Landsbergis – Professor, erster Präsident Litauens seit der Unabhängigkeit 1990, Mitglied des Europaparlaments
- Stasys Lozoraitis – Politiker
- Rolandas Paksas – ehemaliger Präsident Litauens
- Antanas Smetona – erster Präsident Litauens seit der Unabhängigkeit 1919

### Wissenschaft
- Jurgis Baltrušaitis junior – Kunsthistoriker, Spezialist für mittelalterliche Kunst
- Birutė Galdikas – Anthropologin
- Marija Gimbutas – Archäologin
- Algirdas Julien Greimas – Linguist, Erforscher der litauischen Mythologie

### Sport
- Virgilijus Alekna – Diskuswerfer (Olympiasieger und Weltmeister)
- Deividas Česnauskis – Fußballspieler
- Edgaras Česnauskis – Fußballspieler
- Vitas Gerulaitis – U.S. Tennisspieler litauischer Abstammung
- Žydrūnas Ilgauskas – Basketballspieler
- Valdas Ivanauskas – ehemaliger Fußballspieler, jetzt Trainer
- Šarūnas Jasikevičius – Basketballspieler
- Darius Wladowitsch Kasparaitis – ehemaliger Eishockeyspieler, jetzt Trainer
- Šarūnas Marčiulionis – ehemaliger Basketballspieler
- Raimondas Rumšas – ehemaliger Radrennfahrer
- Marius Sabaliauskas – Radrennfahrer
- Arvydas Sabonis – ehemaliger Basketballspieler
- Domantas Sabonis – Basketballspieler
- Darius Songaila – Basketballspieler
- Deividas Šemberas – Fußballspieler
- Johnny Unitas – Footballspieler
- Dainius Zubrus – Eishockeyspieler

### Andere
- Jurgis Baltrušaitis senior (1873–1944) – Kunsthistoriker, Poet, Diplomat
- Steponas Darius und Stasys Girėnas – Piloten
- Josifas Grigulevičius – sowjetischer Geheimagent in Westeuropa und Lateinamerika, später Historiker für Katholische Kirche und Lateinamerika
- Antanas Gustaitis – General der Litauischen Luftwaffe, Ingenieur, Flugzeugkonstrukteur
- Jurgis Kairys – Kunstflugpilot
- Benedictus Mikulis – litauischer Freiheitskämpfer
- Vytautas Putna (1893–1937), auch Witowt Putna – General der Roten Armee, Militärdiplomat
- Jokūbas Smuškevičius (1902–1941), auch Jakow Schuschkewitsch (General Duglas) – Oberbefehlshaber der sowjetischen Luftflotte (1939–1940)
- Rimantas Stankevičius – sowjetischer Testpilot und Kosmonaut
- Margarita Švėgždaitė – Top Model
- Jeronimas Uborevičius (1896–1937), auch Jeronim Uborewitsch – Oberbefehlshaber der Roten Armee